# Iza Lach
Iza Lach, znana również jako Philosophy (ur. 14 maja 1989 w Łodzi) – polska piosenkarka, kompozytorka i autorka tekstów. Zadebiutowała fonograficznie albumem pt. Już czas (2008).

## Kariera
Jako pięciolatka wygrała program Od przedszkola do Opola. Współpracowała również z zespołem L.Stadt (utwór „Superstar” z płyty L.Stadt). Za pośrednictwem profilu na Myspace została dostrzeżona przez przedstawicieli polskiego oddziału wytwórni EMI, dzięki czemu nagrała demo albumu. 5 września 2008 wydała album pt. Już czas. Wydawnictwo promowała teledyskiem do singla „Nie”, który zebrał dobre recenzje. Większość piosenek umieszczonych na płycie napisała w wieku 16 lat po rozstaniu z chłopakiem, a tytułowy utwór napisała, gdy miała 13 lat. Była nominowana do „Superjedynek” w kategoriach: debiut roku, przebój roku i płyta roku.
19 października 2011 wydała album pt. Krzyk, który promowała singlem „Nic więcej”. Okładka albumu zaprojektowana została na podstawie plakatu do filmu Star 80, którego autorem jest Maciej Woltman. Utwór „Chociaż raz” z tego albumu zaprezentowała w programach Dzień Dobry TVN oraz Kuba Wojewódzki. W 2011 roku napisana przez nią piosenka „One By One” znalazła się na albumie Mariny Łuczenko pt. Hard Beat.
W 2012 roku zwyciężyła w konkursie na remix piosenki Snoop Dogga do piosenki „Set It Off”. Współpraca z raperem zaowocowała wyprodukowanym przez niego (jako Berhane Sound System) albumem pt. Off the Wire, który 26 lipca 2012 został bezpłatnie udostępniony w serwisie BandCamp.com. We wrześniu tego samego roku Lach otrzymała nominację do nagrody MTV Europe Music Awards 2012 dla najlepszego polskiego wykonawcy.
Pod koniec 2023 przyjęła pseudonim artystyczny Philosophy i wydała single: „Say What You Say”, „Dorian Gray” i „Give Me My Freedom”.

## Życie prywatne
Jest siostrą Katarzyny Lach (gitarzystka Formacji Nieżywych Schabuff) oraz Łukasza Lacha (gitarzysta grupy L.Stadt oraz zespołu L.O.27).

## Dyskografia
Albumy
| 2008 | Już czas - Data: 6 września 2008 - Wydawca: EMI Music Poland - Format: CD, digital download              | —  |
| 2011 | Krzyk - Data: 19 października 2011 - Wydawca: EMI Music Poland - Format: CD, digital download            | 96 |
| 2012 | Off the Wire - Data: 26 lipca 2012 - Wydawca: brak - Format: digital download                            | —  |
| 2014 | Flower in the Jungle - Data: 13 marca 2014 - Wydawca: Boss Lady Entertainment - Format: digital download | —  |
| 2014 | Painkiller - Data: 30 września 2014 - Wydawca: Made By Us - Format: CD, digital download                 | —  |
| 2014 | Hug Music - Data: 19 października 2014 - Wydawca: wydanie własne - Format: digital download              | —  |
|      | "—" album nie był notowany.                                                                              |    |

### EP
| Rok  | Dane dot. albumu                                                                 |
| ---- | -------------------------------------------------------------------------------- |
| 2012 | Good Friday - Data: 22 listopada 2012 - Wydawca: brak - Format: digital download |

Single
| „Nie”                                         | 2008 | —  | —  | — | Już czas             |
| „Nie masz mnie”                               | 2008 | —  | —  | — | Już czas             |
| „Nic więcej”                                  | 2011 | —  | —  | — | Krzyk                |
| „Chociaż raz”                                 | 2012 | 31 | 20 | — | Krzyk                |
| „Lost in Translation” (gościnnie: Snoop Dogg) | 2012 | —  | —  | — | —                    |
| „Brand New Start” (gościnnie: Snoop Lion)     | 2013 | —  | —  | — | —                    |
| „Hello I'm Ready”                             | 2013 | —  | —  | — | Flower in the Jungle |
| „No Ordinary Affair” (gościnnie: Snoop Lion)  | 2013 | —  | —  | — | —                    |
| „Sąd ostateczny”                              | 2015 | —  | —  | 7 | —                    |
| "CSK"                                         | 2016 | —  | —  | — | —                    |
| "Come and save me"                            | 2018 | —  | —  | — | —                    |
| "Say What You Say" (jako Philosophy)          | 2023 | —  | —  | — | —                    |
| "Dorian Gray" (jako Philosophy)               | 2023 | —  | —  | — | —                    |
| "Give Me My Freedom" (jako Philosophy)        | 2023 | —  | —  | — | —                    |
| "Soul" (jako Philosophy)                      | 2024 | —  | —  | — | —                    |
| "Not Afraid" (jako Philosophy)                | 2024 | —  | —  | — | —                    |
| "Do you ever..." (jako Philosophy)            | 2024 | —  | —  | — | —                    |
| "—" singel nie był notowany.                  |      |    |    |   |                      |

Inne
| Album                     | Rok  | Utwór | Źródło |
| ------------------------- | ---- | --- | ------ |
| Hedone - Playboy          | 2005 | chórki w utworach „Wiem czego dziś chcę”, „God Loves Your Heart”, „Jezu”, „Mój mały Bóg” i „Entertaining” | [ 27 ] |
| L.Stadt - L.Stadt         | 2008 | gościnnie śpiew w utworze „Superstar”                                                                     | [ 28 ] |
| Snoop Lion - Reincarnated | 2013 | gościnnie śpiew w utworze „The Good Good”                                                                 | [ 29 ] |

## Teledyski
| Tytuł                                        | Rok  | Reżyseria/Realizacja | Album                | Źródło |
| -------------------------------------------- | ---- | -------------------- | -------------------- | ------ |
| „Nie masz mnie”                              | 2008 | —                    | Już czas             | [ 30 ] |
| „Nie”                                        | 2008 | —                    | Już czas             | [ 31 ] |
| „Chociaż raz”                                | 2012 | —                    | Krzyk                | [ 32 ] |
| „The One Who Leaves”                         | 2013 | Snoop Lion           | —                    | [ 33 ] |
| „No Ordinary Affair” (gościnnie: Snoop Lion) | 2013 | —                    | —                    | [ 34 ] |
| „Time of the Year”                           | 2013 | —                    | —                    | [ 35 ] |
| „Hello I'm Ready”                            | 2014 | —                    | Flower in the Jungle | [ 36 ] |
| „Undecided” (gościnnie: Soopafly)            | 2014 | Pascal Kerouche      | Painkiller           | [ 37 ] |
| Inne                                         |      |                      |                      |        |
| Iza Lach, Fisz, Emade - „Ostrze”             | 2013 | —                    | —                    | [ 38 ] |

## Nagrody i wyróżnienia
| Rok  | Nagroda                      | Kategoria                  | Uwagi     | Źródło |
| ---- | ---------------------------- | -------------------------- | --------- | ------ |
| 2012 | Fryderyk 2012                | Album roku pop (Krzyk)     | Nominacja | [ 39 ] |
| 2012 | Fryderyk 2012                | Kompozytor roku            | Nominacja | [ 39 ] |
| 2012 | MTV Europe Music Awards 2012 | Najlepszy polski wykonawca | Nominacja | [ 40 ] |